# Chignik (Alaska)
Chignik es una ciudad situada en el borough de Lake and Peninsula en el estado estadounidense de Alaska. Según el censo de 2010 tenía una población de 91 habitantes.

## Clima
| Parámetros climáticos promedio de Chignik, Alaska | Parámetros climáticos promedio de Chignik, Alaska | Parámetros climáticos promedio de Chignik, Alaska | Parámetros climáticos promedio de Chignik, Alaska | Parámetros climáticos promedio de Chignik, Alaska | Parámetros climáticos promedio de Chignik, Alaska | Parámetros climáticos promedio de Chignik, Alaska | Parámetros climáticos promedio de Chignik, Alaska | Parámetros climáticos promedio de Chignik, Alaska | Parámetros climáticos promedio de Chignik, Alaska | Parámetros climáticos promedio de Chignik, Alaska | Parámetros climáticos promedio de Chignik, Alaska | Parámetros climáticos promedio de Chignik, Alaska | Parámetros climáticos promedio de Chignik, Alaska |
| Mes                                               | Ene.                                              | Feb.                                              | Mar.                                              | Abr.                                              | May.                                              | Jun.                                              | Jul.                                              | Ago.                                              | Sep.                                              | Oct.                                              | Nov.                                              | Dic.                                              | Anual                                             |
| ------------------------------------------------- | ------------------------------------------------- | ------------------------------------------------- | ------------------------------------------------- | ------------------------------------------------- | ------------------------------------------------- | ------------------------------------------------- | ------------------------------------------------- | ------------------------------------------------- | ------------------------------------------------- | ------------------------------------------------- | ------------------------------------------------- | ------------------------------------------------- | ------------------------------------------------- |
| Temp. máx. media (°C)                             | -0.5                                              | 0.3                                               | 1.5                                               | 4.2                                               | 8                                                 | 12.7                                              | 16.1                                              | 16                                                | 12.7                                              | 7.4                                               | 3.6                                               | 1.1                                               | 6.9                                               |
| Temp. mín. media (°C)                             | -6.8                                              | -6.1                                              | -4.8                                              | -2.2                                              | 1.6                                               | 5.1                                               | 7.8                                               | 8.1                                               | 5.2                                               | 1.1                                               | -2.4                                              | -4.7                                              | 0.2                                               |
| Lluvias (mm)                                      | 149.4                                             | 193.3                                             | 175.3                                             | 123.7                                             | 171.2                                             | 152.9                                             | 109.5                                             | 129                                               | 247.4                                             | 224.3                                             | 255.5                                             | 183.4                                             | 2115.1                                            |
| Nevadas (cm)                                      | 19.1                                              | 37.1                                              | 16.5                                              | 17                                                | 2.3                                               | 0                                                 | 0                                                 | 0                                                 | 0                                                 | 1.3                                               | 13.2                                              | 11.4                                              | 117.6                                             |
| Fuente:                                           |                                                   |                                                   |                                                   |                                                   |                                                   |                                                   |                                                   |                                                   |                                                   |                                                   |                                                   |                                                   |                                                   |

## Demografía
Según el censo de 2010, Chignik tenía una población en la que el 34,1% eran blancos, 0,0% afroamericanos, 57,1% amerindios, 2,3% asiáticos, 0,0% isleños del Pacífico, el 1,1% de otras razas, y el 4,4% pertenecían a dos o más razas. Del total de la población el 1,1% eran hispanos o latinos de cualquier raza.

## Localidades adyacentes
El siguiente diagrama muestra a las localidades más próximas a Chignik.